# 藤井崇治
藤井 崇治（ふじい そうじ、1894年7月1日 - 1975年3月18日）は、大正、昭和期の逓信官僚。電源開発総裁。位階は従三位。広島県深安郡山野村（現福山市山野町）出身。

## 来歴・人物
広島県立福山中学（現福山誠之館高校）、旧制第三高等学校を経て1921年、京都帝国大学法学部法律科卒業。逓信省入省。1927年札幌逓信局規画課長、1932年郵務局規画課長。この時期を通して郵便配達方法の改善に着目、郵便戸番制の採用など独創的な方策を樹立し、これらは後に新住居制度や郵便番号制度の普及に役立ったとされる。満州事変から1か月半後の1933年4月、満洲電信電話設立の要務を帯びて関東庁逓信局長に任命され大連に赴任。旧満州国の電力サイクルの統一等に尽力。これは南満州鉄道運営などに寄与した。1937年逓信局長、補札幌逓信局長。1938年逓信省郵務局長。1938年、電力国家管理の機運に即して電力管理準備局設置で同局次長に就任、日本発送電の設立に参画。翌1939年、新設された電気庁の第一部長に就任、電力国家統制の原案立案に腕を振い奥村喜和男らと並ぶ革新官僚として頭角を現す。1941年電気庁長官就任で電力行政の最高責任者として、電力設備の出力増強を計画指導し生産拡充に大きく寄与した。1942年退官し、戦時の翌1943年から1944年まで大政翼賛会実践局長。
終戦直後の1945年9月から日本発送電副総裁に就任、戦後の荒廃した電力設備の早期復興計画の立案ならびに工事実施を推進し日本の電気事業の復興に多大な貢献を果たす。特に9配電発足問題に尽力、これは現在の9電力会社の基盤となった。しかし翌1946年公職追放により退任。1954年電源開発副総裁として再び電力界に復帰。御母衣ダム建設での補償交渉などにあたり、反対派住民の態度を軟化させた『幸福の覚書』の逸話が残る。1956年、佐久間ダム工事費増額問題で小坂順造総裁と対立して共に更迭されたが、1958年念願の電源開発総裁に就任。副総裁、総裁を務めた10年間にわたり佐久間発電所、奥只見発電所、田子倉発電所、御母衣ダム、鬼首地熱発電所、北九州市若松の低品位炭化火力発電所建設などに尽力。御母衣ダム建設に伴う移植工事の逸話で有名な巨桜を1962年6月に行われた水没記念碑除幕式で「荘川桜」と命名した。また電力の広域運営の積極的な推進を通して、9電力会社と電源開発との協調体制の確立に多大な貢献を果たした。この他、サイクルチャージャー開発の可能性に着目し、電力界首脳と相談し1961年、電力中央研究所に「両サイクル連系問題委員会」を設置した。この交流電気の周波数即時切り換えの夢は1965年、佐久間周波数変換所建設で実現された。その他、石川達三の小説『金環蝕』に登場する財部賢三のモデルとされ、1965年の九頭竜ダム建設工事入札疑惑を巡り国会で答弁もした。
1964年退任後、日本原子力発電取締役に就任。また電気事業審議会委員、住居表示協力会理事、郵政審議会委員、地熱調査会理事長、郵便番号普及協会会長などを務めた。1964年第9回前島賞受賞。他に40歳から居を置いた鎌倉市の「鎌倉風致保存会」理事長を務めた。同会は日本初のナショナルトラスト運動といわれ後に「古都保存法」が制定されるきっかけとなった。
1962年、藍綬褒章、1965年勲二等旭日重光章。
電源開発を退任直後1965年頃からパーキンソン氏病に侵され、晩年は訪客も辞し湘南の地で闘病生活を送った。
1975年死去。享年80。死後従三位に叙せられた。